# Billy Collins
Pour les articles homonymes, voir Collins.
Ne doit pas être confondu avec le boxeur américain Billy Collins, Jr..
Billy Collins, né le 22 mars 1941 à New York, est un poète américain qui a écrit plusieurs livres tels Picnic, Lighning et, récemment, Ballistics.
Il est le père de Billy Collins jr.